# 澤列納 (克拉西利夫區)
49°53′7″N 26°48′6″E / 49.88528°N 26.80167°E
澤萊納（烏克蘭語：Зелена）是位於烏克蘭西部的村莊，由赫梅利尼茨基州裡赫梅利尼茨基區的安東尼尼市鎮負責管轄。該村面積1.63平方公里，海拔高度295米，2001年人口294，人口密度每平方公里180.3人。